# Diana Nyad
Diana Nyad   (Nova York, 22 d'agost de 1949) és una escriptora, periodista i nadadora de llarga distància, que ha destacat pel seu rècord mundial en natació de resistència. Quant a l'esquaix, va arribar a ocupar el lloc 30 entre les jugadores estaunidenques. El 2 de setembre de 2013, en el cinqué intent, Diana Nyad va aconseguir salvar els 164 quilòmetres que separen l'Havana, Cuba de Key West, Florida, en 52 hores, 54 minuts i 18 segons, una marca que no l'ha superada cap altra persona. És obertament lesbiana i va ser víctima dels abusos sexuals del seu padrastre i del seu entrenador.
Recentment, en novembre de 2023, s'ha estrenat una pel·lícula en Netflix anomenada NYAD on es relata la seua gesta en mar oberta.